# Le avventure di Freddie
Le avventure di Freddie è un  film per la televisione del 1977, diretto da Hy Averback. È una storia di ambientazione fantascientifica.

## Trama
Un ragazzo per caso riesce ad inventare un rivoluzionario magnete con il quale si riuscirebbe a risolvere la crisi energetica mondiale, un avido affarista cerca di rubargli la formula.